# Dinamo Riga
Pour le club homonyme créé en 1946 et disparu en 1995, voir Dinamo Riga (1946-1995).
Le Dinamo Riga (en letton : Rīgas Dinamo) est un club de hockey sur glace de Riga en Lettonie. Il évoluait dans la KHL. Une précédente organisation a porté ce nom de 1946 à 1996.

## Historique
Le club est créé en 2008 et intègre une nouvelle compétition en Eurasie, la KHL. Le HK Riga 2000 est le club réserve du Dinamo. Le 2 septembre 2008, le Dinamo Riga a remporté le premier match de l'histoire de la ligue contre l'Amour Khabarovsk 4 buts à 2. Dans ce match, Aleksandrs Ņiživijs marque le premier but de l'histoire de la KHL.
Le 27 février 2022, le Dinamo se retire de la KHL pour protester contre l'invasion russe de l'Ukraine.

Logo de 2008 à 2020
Logo depuis 2020

### Saisons en KHL
| Saison    | PJ | V  | VP | VTB | D  | DP | DTB | BP  | BC  | Pts | Classement | Séries éliminatoires                                                          |
| --------- | -- | -- | -- | --- | -- | -- | --- | --- | --- | --- | ---------- | ----------------------------------------------------------------------------- |
| 2008-2009 | 56 | 24 | 3  | 2   | 23 | 1  | 3   | 132 | 156 | 86  | 10e/24     | HK Dinamo Moscou 3-0 (huitième de finale)                                     |
| 2009-2010 | 56 | 23 | 1  | 3   | 22 | 3  | 4   | 174 | 175 | 84  | 13e/24     | SKA Saint-Pétersbourg 3-1 (huitième de finale) HK MVD 4-1 (quart de finale)   |
| 2010-2011 | 54 | 20 | 2  | 5   | 20 | 2  | 5   | 160 | 149 | 81  | 13e/24     | OHK Dinamo 4-2 (huitième de finale) Lokomotiv Iaroslavl 4-1 (quart de finale) |
| 2011-2012 | 54 | 20 | 2  | 4   | 21 | 0  | 7   | 129 | 136 | 79  | 15e/23     | Torpedo Nijni Novgorod 4-3 (huitième de finale)                               |
| 2012-2013 | 52 | 13 | 2  | 2   | 31 | 2  | 2   | 109 | 151 | 51  | 24e/26     | Non qualifié                                                                  |
| 2013-2014 | 54 | 22 | 5  | 6   | 16 | 1  | 4   | 141 | 122 | 93  | 5e/14      | Donbass Donetsk 4-3 (huitième de finale)                                      |
| 2014-2015 | 60 | 13 | 0  | 3   | 30 | 3  | 2   | 136 | 160 | 77  | 12e/14     | Non qualifié                                                                  |
| 2015-2016 | 60 | 17 | 3  | 5   | 27 | 4  | 4   | 129 | 151 | 75  | 22e/28     | Non qualifié                                                                  |
| 2016-2017 | 60 | 11 | 3  | 7   | 34 | 1  | 4   | 116 | 158 | 58  | 28e/29     | Non qualifié                                                                  |
| 2017-2018 | 56 | 9  | 5  | 2   | 31 | 4  | 5   | 105 | 153 | 50  | 26e/27     | Non qualifié                                                                  |
| 2018-2019 | 62 | 18 | 6  | 2   | 26 | 6  | 4   | 129 | 155 | 62  | 16e/25     | Non qualifié                                                                  |
| 2019-2020 | 62 | 11 | 5  | 1   | 38 | 4  | 3   | 103 | 187 | 41  | 23e/24     | Non qualifié                                                                  |
| 2020-2021 | 60 | 5  | 2  | 2   | 41 | 7  | 3   | 126 | 211 | 28  | 23e/23     | Non qualifié                                                                  |
| 2021-2022 | 45 | 9  | 3  | 2   | 22 | 4  | 5   | 93  | 143 | 37  | 24e/24     | Non qualifié                                                                  |

## Joueurs